# Crtaći papir
Crtaći papir je bezdrvan, bijeljen, dobro keljen, gladak, visoka opaciteta (slabe prozirnosti). Crtaći papir i karton izrađeni su od drvne celuloze i otpadnog tekstilnog materijala. Samo školski crtaći papiri imaju primjese drvenjače. Dobro su keljeni, vrlo otporni na brisanje, neznatne su glatkoće, a neki tehnički papiri i papiri za umjetničke slike mogu imati vrlo zrnatu površinu. Razlikuje se papir za crtanje ugljenom, kredom, akvarelom, temperom i uljem, crtaći papir za školsku upotrebu i za crtanje perom. U tehničke svrhe upotrebljava se crtaći papir za radioničke nacrte, prozirni ili transparentni crtaći papir, naravni paus papir, uljni paus pair i paus platno.

## Grafički papir
Među grafičkim papirima razlikuju se papiri za pisanje, za crtanje i za tisak. Između prvih dviju vrsta nema veće razlike u načinu proizvodnje i svojstvima. Od papira za pisanje posebno se traži da su prikladni za pisanje tintom, to jest da se tinta ne razlijeva. To svojstvo, koje je danas sve manje važno, postiže se dodavanjem keljiva, u prvom redu prirodnih smola, u papirnu masu prilikom proizvodnje. Najveći dio proizvedenog papira služi kao tiskovni papir (papir za tisak). Pri tom se razlikuje tisak teksta (knjige, novine, časopisi) od tiska ilustracija (plakati, prospekti, reprodukcije), pa se prema tome u tiskarstvu upotrebljava mnogo različitih vrsta papira. Tako se za knjige luksuznih izdanja primjenjuje vrlo kvalitatan bezdrvni papir, koji za ilustracije mora biti još posebno gladak i zatvorenih pora. S druge strane, novinski papir (roto papir) i papir za jeftine časopise sadrži i do 90% drvenjače, a često i mnogo tvari dobivenih preradom starog papira.

## Podjela papira
Stoljećima se papir izrađivao uglavnom na isti način i njegovo tradicionalno područje upotrebe nije se mnogo proširivalo. Međutim, naglim razvojem industrijske proizvodnje i načina života i rada u zadnje vrijeme veoma se povećala proizvodnja papira i proširila područja njegove primjene. Proizvodi industrije papira danas su vrlo mnogobrojni i raznoliki te se mogu klasificirati prema različitim kriterijima, na primjer prema sirovinama od kojih je papir proizveden, gramaturi, doradi i glatkoći površine, i tako dalje. Papiri mogu biti neobojeni, bijeli ili obojeni, prozirni, djelomično prozirni ili potpuno neprozirni, najčešće su jednoslojni, različitih debljina, ali se proizvode i višeslojni papiri, kartoni i ljepenke. 

### Prema upotrijebljenim sirovinama
Prema upotrijebljenim sirovinama razlikuje se više vrsta papira. Skoro sve uobičajene vrste papira u najširoj upotrebi pretežno su građene od drvne celuloze, dakle od celuloze dobivene preradom drvne mase. Rjeđe se upotrebljavaju papiri od celuloze biljaka koje inače služe za dobivanje tekstilnih vlakana. Danas sve više raste potražnja za primjenu papira od sintetskih polimernih vlakana i anorganskih vlakana (staklenih i drugih). 

### S obzirom na kvalitetu
S obzirom na kvalitetu najviše je od svih celuloznih papira cijenjen takozvani bezdrvni papir. To je papir proizveden od čiste bijeljene ili nebijeljene celuloze bez primjesa drvenjače. Svi ostali papiri proizvedeni od celuloze s primjesom drvenjače jesu srednjefini papiri. Takvi su papiri zbog prisutnog lignina slabije kvalitete, a mnogi s vremenom požute i postaju krti. Mnogi omotni papiri i kartoni osim celuloze i drvenjače sadrže i polucelulozu te papirštinu dobivenu preradom otpadnog i starog papira. Najlošije je kvalitete smeđa ljepenka, koja se uglavnom proizvodi samo od starog papira i sadrži mnogo drvenjače. 

### Prema gramaturi
Prema gramaturi (takozvanoj površinskoj masi) razlikuju se: 
- lakši papiri (od 10 do 60 g/m2),
- srednje teški papiri (od 60 do 120 g/m2),
- polukartoni (od 150 do 200 g/m2),
- kartoni (od 200 do 600 g/m2) i
- ljepenke (više od 600 g/m2).

#### Kartoni
Kartoni su krući i čvršći od papira, mogu biti različito površinski obrađeni i sastoje se od jednog ili više slojeva (dupleks karton, tripleks karton). U višeslojnim kartonima pojedini se slojevi proizvode od različitih sirovina i različitih su svojstava. Sloj koji će prilikom upotrebe kartona služiti kao vanjski ili gornji sloj obično je gladak, svjetliji i izrađen od kvalitetnije sirovine. Kartoni se veoma mnogo primjenjuju za pakiranje (ambalažni materijal), rjeđe za pisanje ili za tisak.

#### Ljepenka
Ljepenka je deblja i veće površinske mase od kartona. Čvrsta granica između kartona i ljepenke nije određena, no najčešće se ljepenkom nazivaju proizvodi s gramaturom većom od 600 g/m2. Ponekad se, međutim, dorađeni proizvodi od kvalitetnijih sirovina nazivaju kartonima bez obzira na veću gramaturu i debljinu. Prema upotrijebljenim sirovinama razlikuju se bijela i smeđa ljepenka, koje se izrađuju od bijele ili smeđe drvenjače bez dodataka, zatim siva ljepenka (nekeljena) od miješanih papirnih otpadaka, miješana ljepenka od miješanog starog papira i žute slamne celuloze i slamna ljepenka samo od žute slamne celuloze. Površina ljepenke može biti dorađena keljenjem, impregniranjem i slično. 

### Prema doradi i obradi površina
Za mnoga je područja upotrebe papira bitan način njegove dorade i obrade površine. Po izlasku iz papirnog stroja na papirnu se traku mogu po potrebi nanositi različita sredstva koja papiru daju posebna svojstva. Prema tome se razlikuju papiri s neobrađenom površinom, površinski keljeni papiri, papiri s pokrivenom površinom (na primjer škrobom, umjetnim smolama, pigmentima, plastičnim masama (kao što je polietilen i tako dalje), impregnirani papiri (na primjer voštani papir) i tako dalje. 

### Prema glatkoći površine
Papiri se razlikuju i prema glatkoći svoje površine. Većina papira prolazi kroz strojni kalander još u sklopu papirnog stroja, pa se po glatkoći površine ocjenjuju kao strojnoglatki papir. Mnogo veća glatkoća površine papira postiže se satiniranjem, to jest obradom na superkalanderu. I pri satiniranju postoji gradacija, pa se tako razlikuju zagasito (mat) satinirani, polusatinirani i oštro (sjajno) satinirani papiri. Ponekad se proizvode papiri s neravnom površinom. To mogu biti profilirani i gravirani papiri, zatim papiri s naboranom površinom i slično. 

### Prema namjeni i području upotrebe
Navedeni načini razlikovanja i razvrstavanja različitih vrsta papira, kartona i ljepenki skupno se odrazuju u njihovoj podjeli prema namjeni i području upotrebe. Prema tom se kriteriju mnogobrojni proizvodi industrije papira mogu svrstati u 4 velike grupe: grafički papiri, omotni papiri, kartoni i ljepenke, sanitarni papiri i tehnički (i specijalni) papiri. 

#### Grafički papir
Među grafičkim papirima razlikuju se papiri za pisanje, za crtanje i za tisak. Između prvih dviju vrsta nema veće razlike u načinu proizvodnje i svojstvima. Od papira za pisanje posebno se traži da su prikladni za pisanje tintom, to jest da se tinta ne razlijeva. To svojstvo, koje je danas sve manje važno, postiže se dodavanjem keljiva, u prvom redu prirodnih smola, u papirnu masu prilikom proizvodnje. 
Najveći dio proizvedenog papira služi kao tiskovni papir (papir za tisak). Pri tom se razlikuje tisak teksta (knjige, novine, časopisi) od tiska ilustracija (plakati, prospekti, reprodukcije), pa se prema tome u tiskarstvu upotrebljava mnogo različitih vrsta papira. Tako se za knjige luksuznih izdanja primjenjuje vrlo kvalitatan bezdrvni papir, koji za ilustracije mora biti još posebno gladak i zatvorenih pora. S druge strane, novinski papir (roto papir) i papir za jeftine časopise sadrži i do 90% drvenjače, a često i mnogo tvari dobivenih preradom starog papira.

#### Omotni papir
Omotni papiri, kartoni i ljepenke proizvode se uglavnom od starog papira (u prosjeku stari papir čini oko 80% sirovine), ali i od poluceluloze, sulfitne i sulfatne celuloze. Od omotnih se papira traži velika čvrstoća na kidanje, otpornost prema savijanju, dobra rastezljivost i neprobojnost. Kao materijal za pakiranje (ambalažu), papir se upotrebljava više od bilo kojeg drugog konkurentnog materijala. 

#### Sanitarni papir
Iako je udjel sanitarnih papira u ukupnoj proizvodnji industrije papira relativno malen, njihova se upotreba posljednjih godina mnogo povećala. Osim toaletnog papira, proizvode se danas i mnoge vrste sanitarnog papira, koje kao materijal u različitim područjima primjene potiskuju tekstil (papirnati ručnici, maramice, ubrusi, stolnjaci, krevetne presvlake u bolnicama). 

#### Tehnički i specijalni papir
U upotrebi je mnoštvo tehničkih i specijalnih papira najrazličitijih svojstava i namjena. U takve se papire ubrajaju filtarski papiri, kondenzatorski papiri, papiri za izolaciju i oblaganje kabela, za izradu etiketa, tapeta, dekoracija, papiri za precrtavanje i kopiranje, sirovi fotografski papiri, indikatorski i cigaretni papiri, i tako dalje.